# Christian H. Voss
Christian H. Voss (* 1980 in Lübeck) ist ein deutscher Theaterregisseur.
Nach einer Ausbildung zum Schauspieler und Regisseur an der Theaterschule Aachen im Jahre 2007 begann er, bei den Regisseuren Manfred Langner, Jens Pesel und Harald Demmert zu assistieren.
2009 gab er sein Regiedebüt am Grenzlandtheater Aachen, seitdem inszeniert er bei den Burgfestspielen in Bad Vilbel und den Schauspielbühnen Stuttgart, wo er auch die Komödie Illusionen einer Ehe in der deutschsprachigen Erstaufführung von Eric Assous mit Alexandra Kamp und Simon Licht in den Hauptrollen inszenierte.